# Custom House Tower
Custom House Tower (známý také jako Marriott 's Custom House Hotel) je mrakodrap v Bostonu, největším městě amerického státu Massachusetts.
Mrakodrap, jako první, překonal v Bostonu výšku 150 m. Byl postaven v letech 1913–1915 podle plánů společnosti Peabody, Stearns & Furber na původní budově Boston Custom House z roku 1849. S výškou 151 metrů byl nejvyšší budovou Bostonu do roku 1964, než byl postaven mrakodrap Prudential Tower. Dnes je 17. nejvyšší budovou města. Budova má 32 pater. V roce 1997 byla budova přestavěna na hotel a nachází se v ní vyhlídková plošina.